# Endasys eurycerus
Endasys eurycerus là một loài tò vò trong họ Ichneumonidae.